# Nobiltà baltica

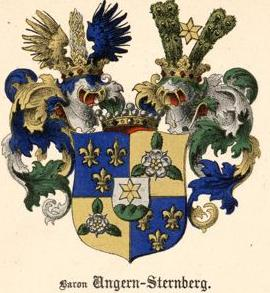
Stemma della famiglia nobile baltica dei von Ungern-Sternberg

La nobiltà baltica (Ritterschaft in tedesco) comprende tutti gli individui e le famiglie un tempo riconosciute dell'Estonia e dalla Lettonia come membri della classe aristocratica, ovvero godenti di privilegi ereditari. Tale aristocrazia esistette continuamente dalle Crociate del Nord con la fondazione della medievale Terra Mariana. Gran parte di questa aristocrazia proveniva dalla Polonia, dalla Svezia e dalla Russia oltre che dal gruppo dei tedeschi baltici e da famiglie aristocratiche che qui si insediarono nel corso dei secoli. La nobiltà lituana per ragioni storiche, sociali ed etniche è spesso separata da quella di Estonia e Lettonia, in prevalenza dominate da ambienti germanofoni.

## Storia
La nobiltà baltica venne creata per premiare gli ufficiali locali che si erano distinti a favore dei re svedesi o polacchi, in particolare durante i secoli XVI e XVII, quando queste terre erano suddivise tra i due principali dominatori dell'area baltica. Anche gli imperatori russi si servirono nel corso dei secoli di nobili baltici come funzionari dei loro governi.
Significativo è il fatto che gran parte di questa nobiltà fosse di origine germanica, motivo per cui essa venne "richiamata" da Hitler in Germania sul finire del 1939, alcuni mesi prima dell'annessione di Estonia e Lettonia da parte dell'Unione Sovietica nel giugno del 1940.

## Il sistema manierale

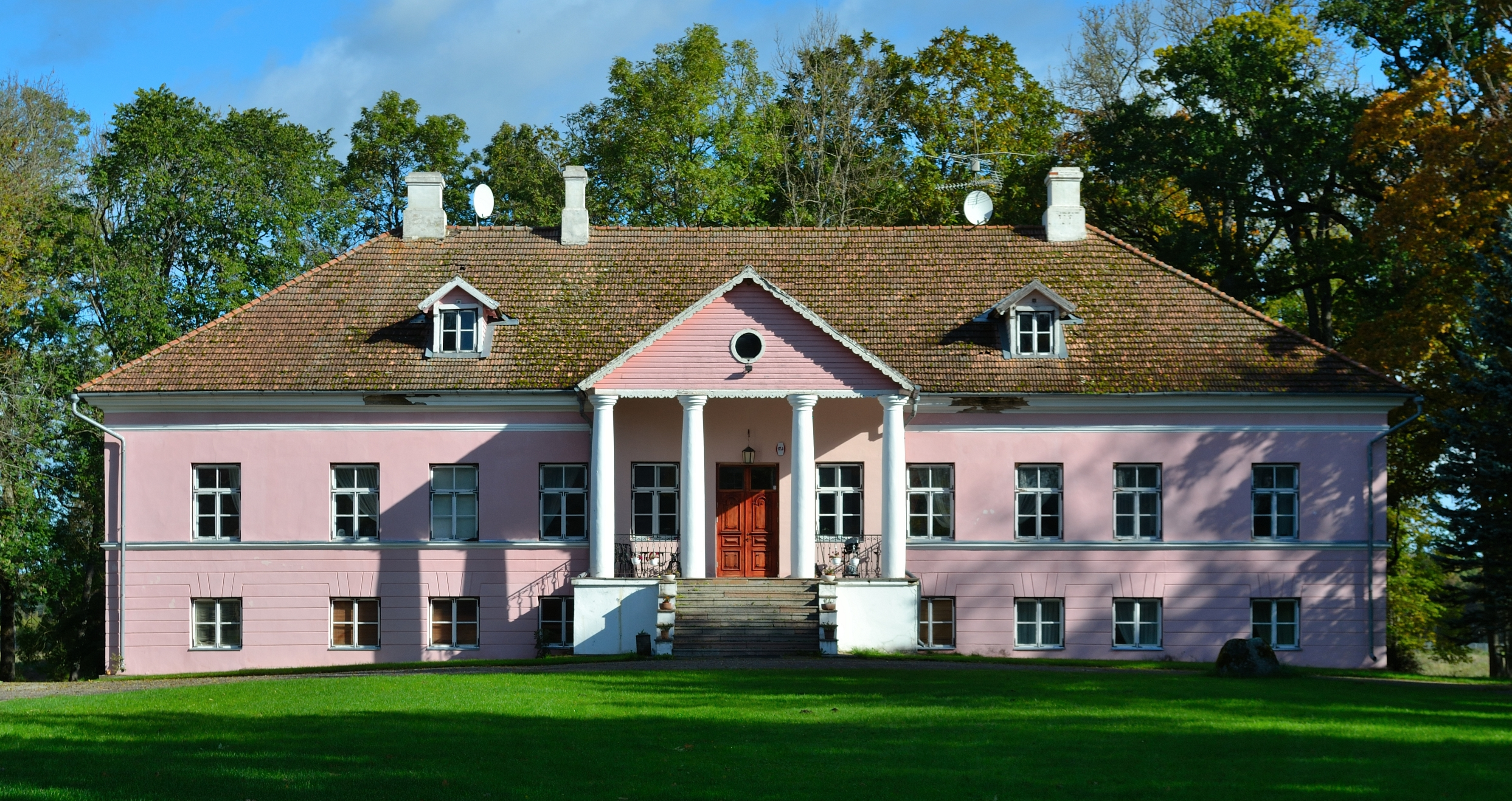
Il maniero di Järlepa, in Estonia, una tipica residenza nobiliare baltica.

L'Estonia e la Lettonia, in prevalenza rurali, vennero largamente dominate dal sistema manierale, fondato e sostenuto dalla stessa nobiltà baltica sino alla dichiarazione d'indipendenza di Lettonia ed Estonia dopo la prima guerra mondiale. Il sistema era basato su una divisione della terra tra germanofoni e non germanofoni. La servitù della gleba fu per lungo tempo una delle caratteristiche principali dell'area e quindi determinò la permanenza per lungo tempo del sistema feudale di epoca medievale, anche durante l'epoca moderna e sino all'abolizione definitiva nel Governatorato di Estonia nel 1816 ed in quello curlandese nel 1817, poi in quello di Lettonia ed infine nel resto dell'Impero russo nel 1861. Malgrado queste riforme, ancora nel XIX secolo la nobiltà dominava completamente le parti rurali di Estonia e Lettonia attraverso le proprie residenze sparse nella campagna. Fu solo con la proclamazione dell'indipendenza come si è detto che le riforme portate avanti a livello di terre agricole strapparono questi privilegi all'aristocrazia.
Il sistema manierale ha ad ogni modo consentito ai panorami di Estonia e Lettonia di popolarsi di moltissimi castelli e residenze di campagna costruite dalla nobiltà locale. Questi manieri, oltre che residenze, erano centri di lavoro agricolo e spesso comprendevano stalle e altri edifici atti al lavoro nei campi oppure complessi industriali locali come le prime birrerie che ancora oggi consentono molto accuratamente di poter studiare lo sviluppo dell'economia dei paesi baltici.

## Organizzazione
La nobiltà baltica venne organizzata al suo interno e divisa in cavalierati di riferimento: il Cavalierato estone con sede a Reval, il Cavalierato curlandese con sede a Mitau ed il Cavalierato lettone con sede a Riga. La città di Viborg fu sede dell'istituzione incaricata di registrare i nobili baltici dal XVIII secolo.
Nel sistema baltico erano presenti i seguenti titoli nobiliari, indicati in ordine di importanza:
- Duca
- Principe
- Marchese
- Conte
- Barone

## Galleria di personalità della nobiltà baltica

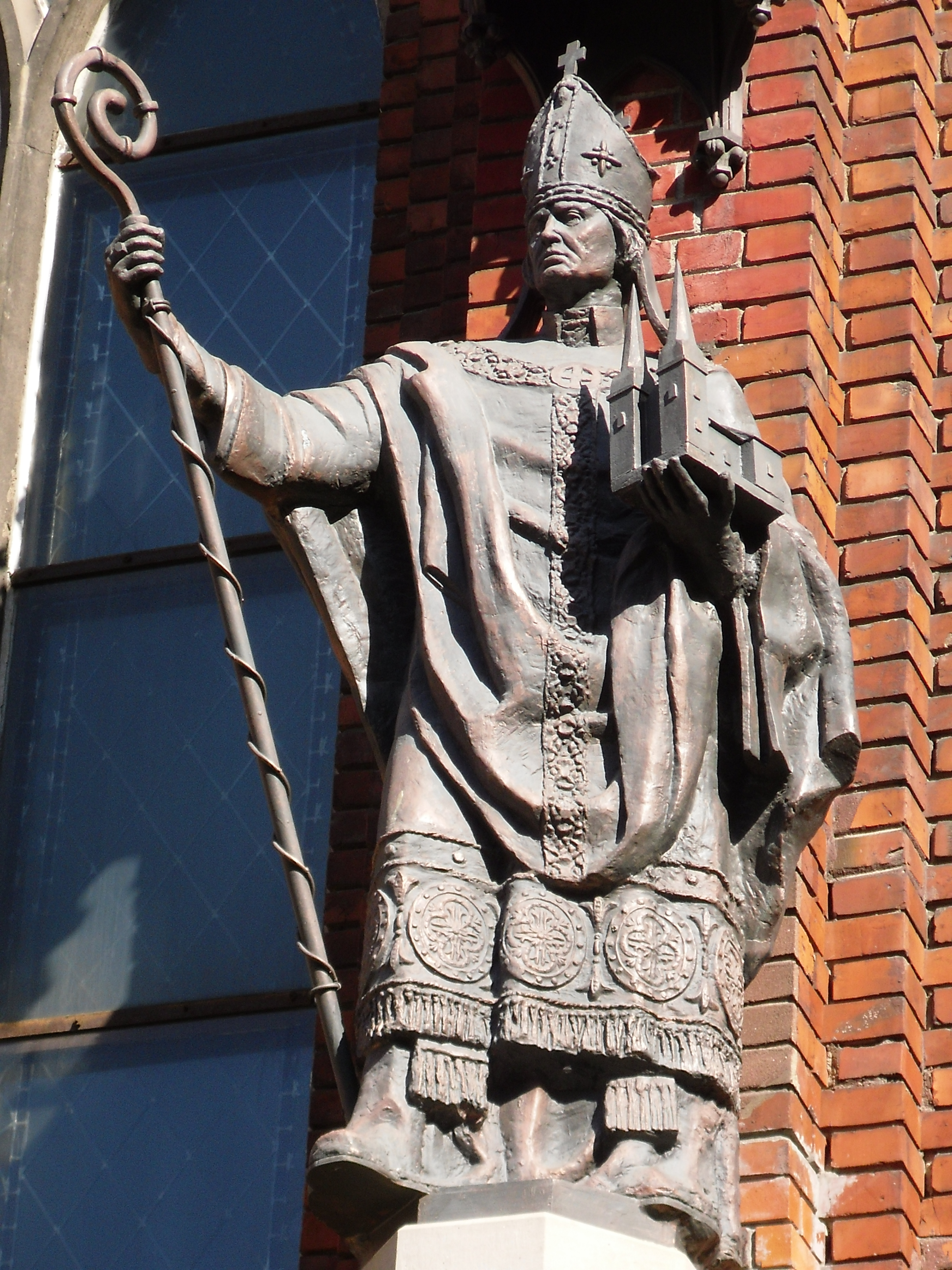
Il vescovo di Riga Albrecht von Buxthoeven, (1165 – 1229)
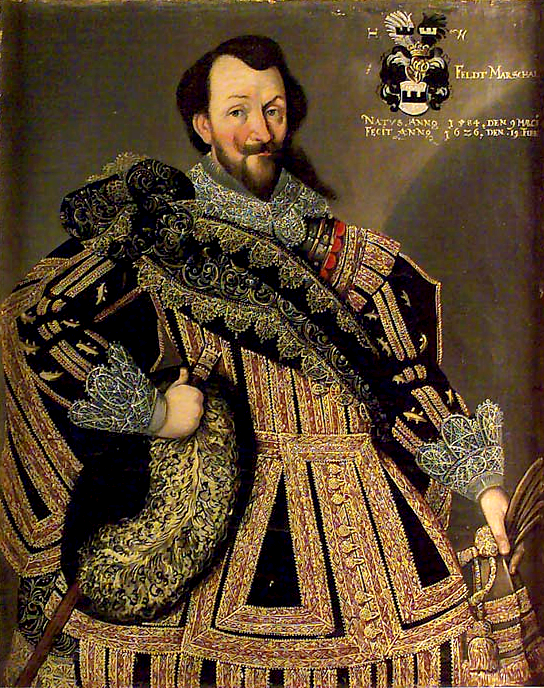
Herman Wrangel, soldato e politico (1584-1643)
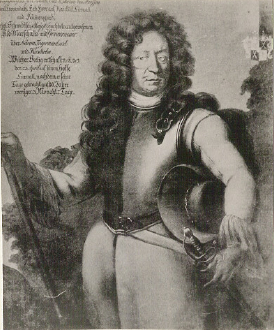
Otto Wilhelm von Fersen, feldmaresciallo svedese (1623- 1703)
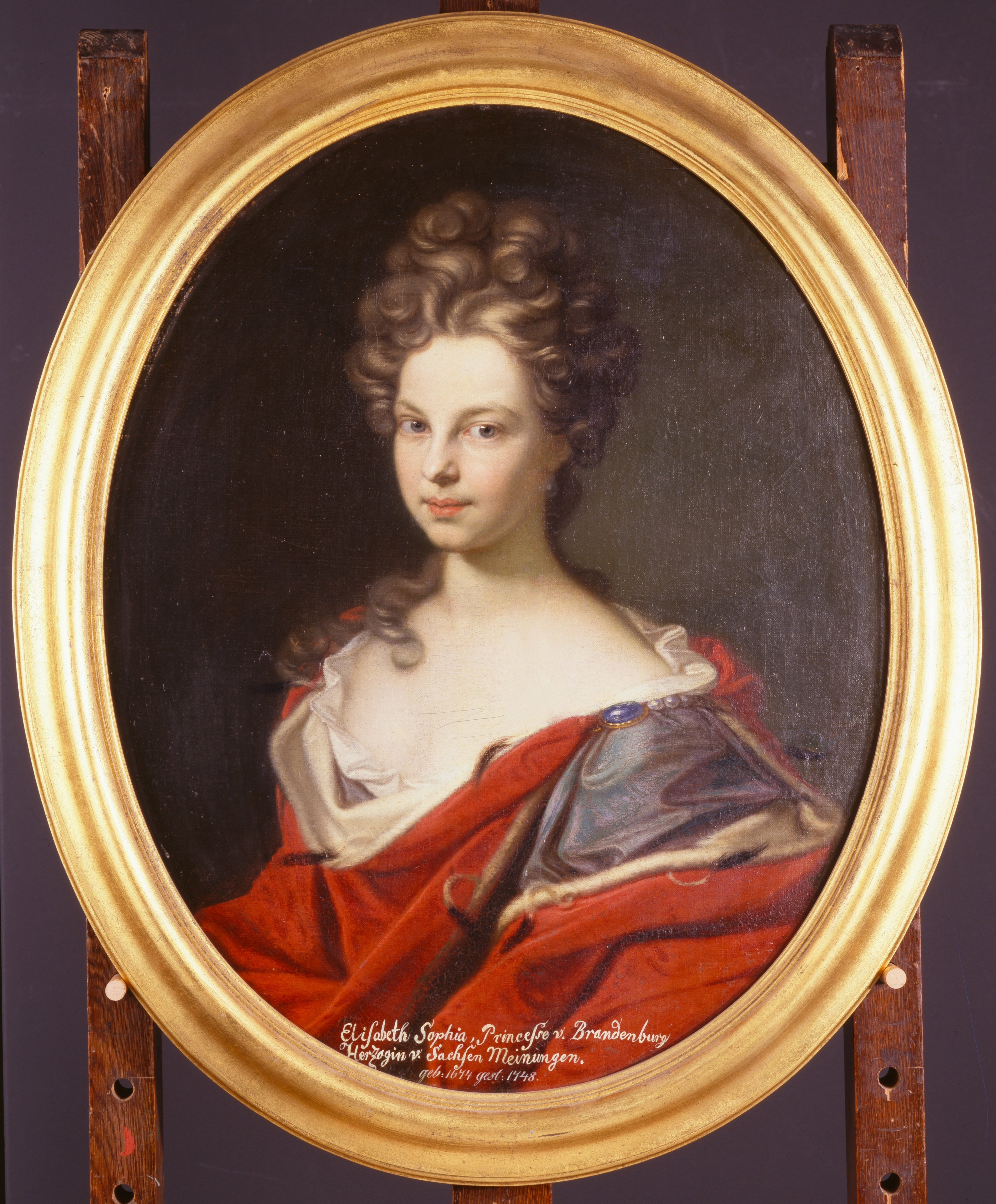
Elisabetta Sofia di Brandeburgo
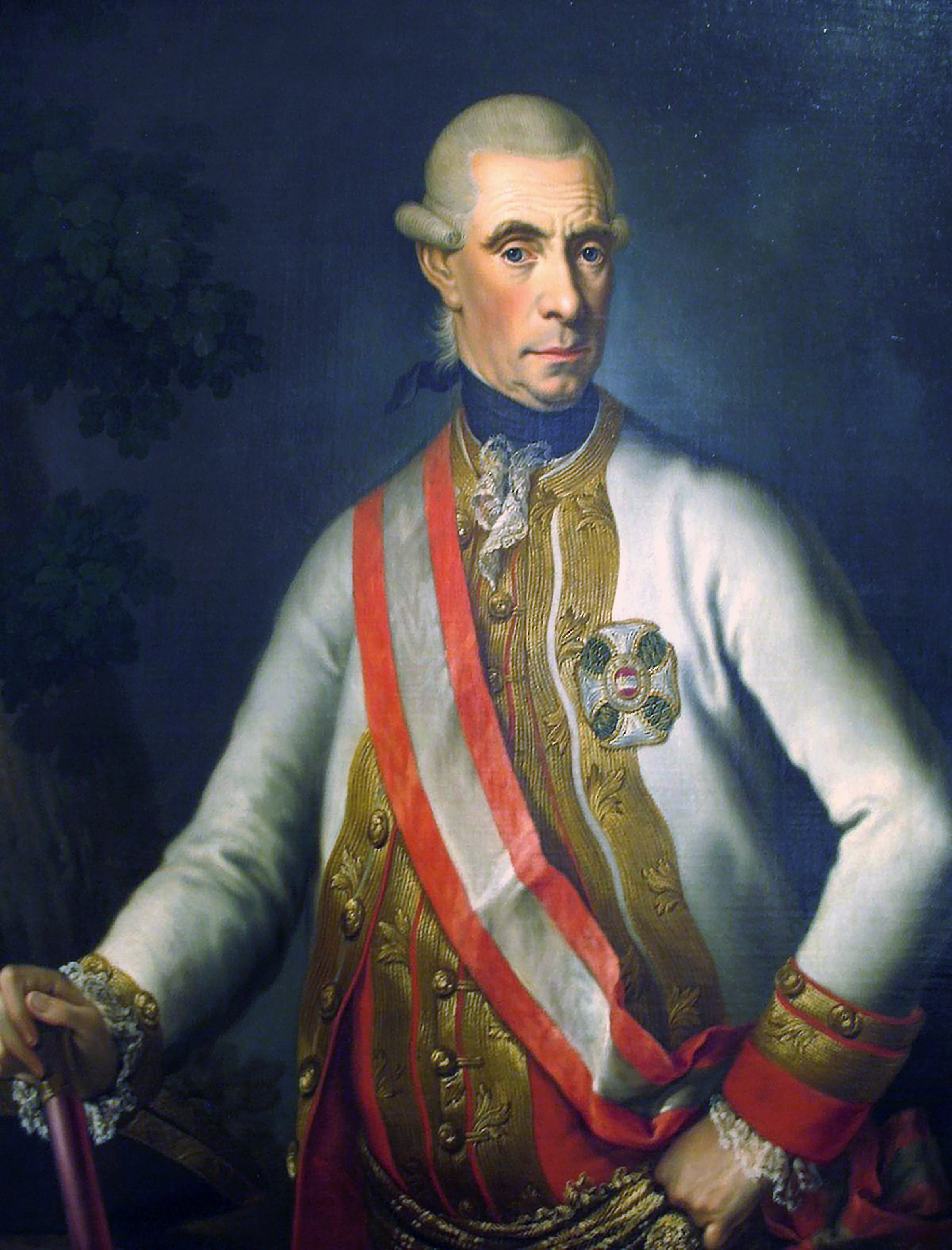
Ernst Gideon von Laudon, feldmaresciallo austriaco
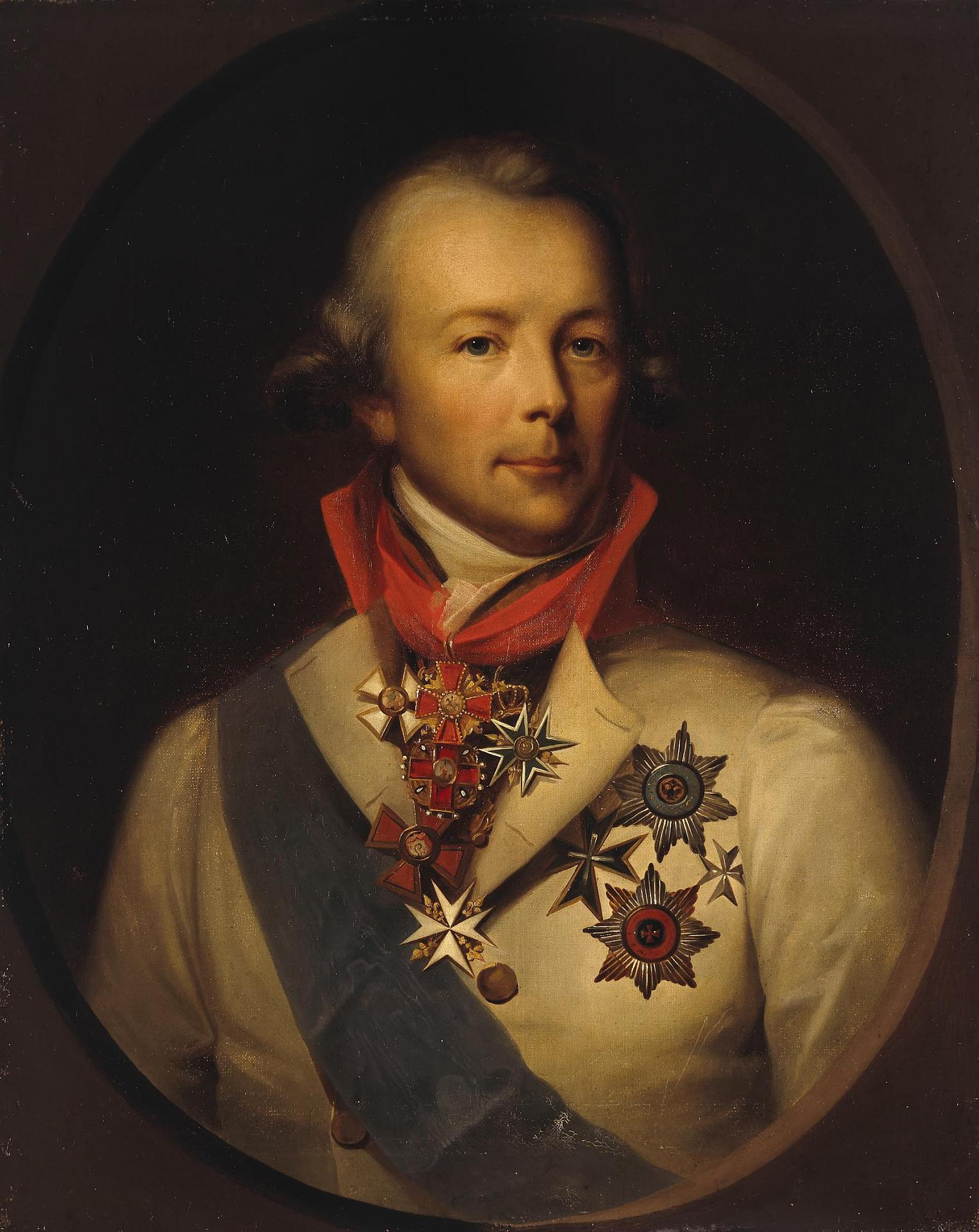
Peter Ludwig von der Pahlen, Generale e membro del Consiglio di Stato russo
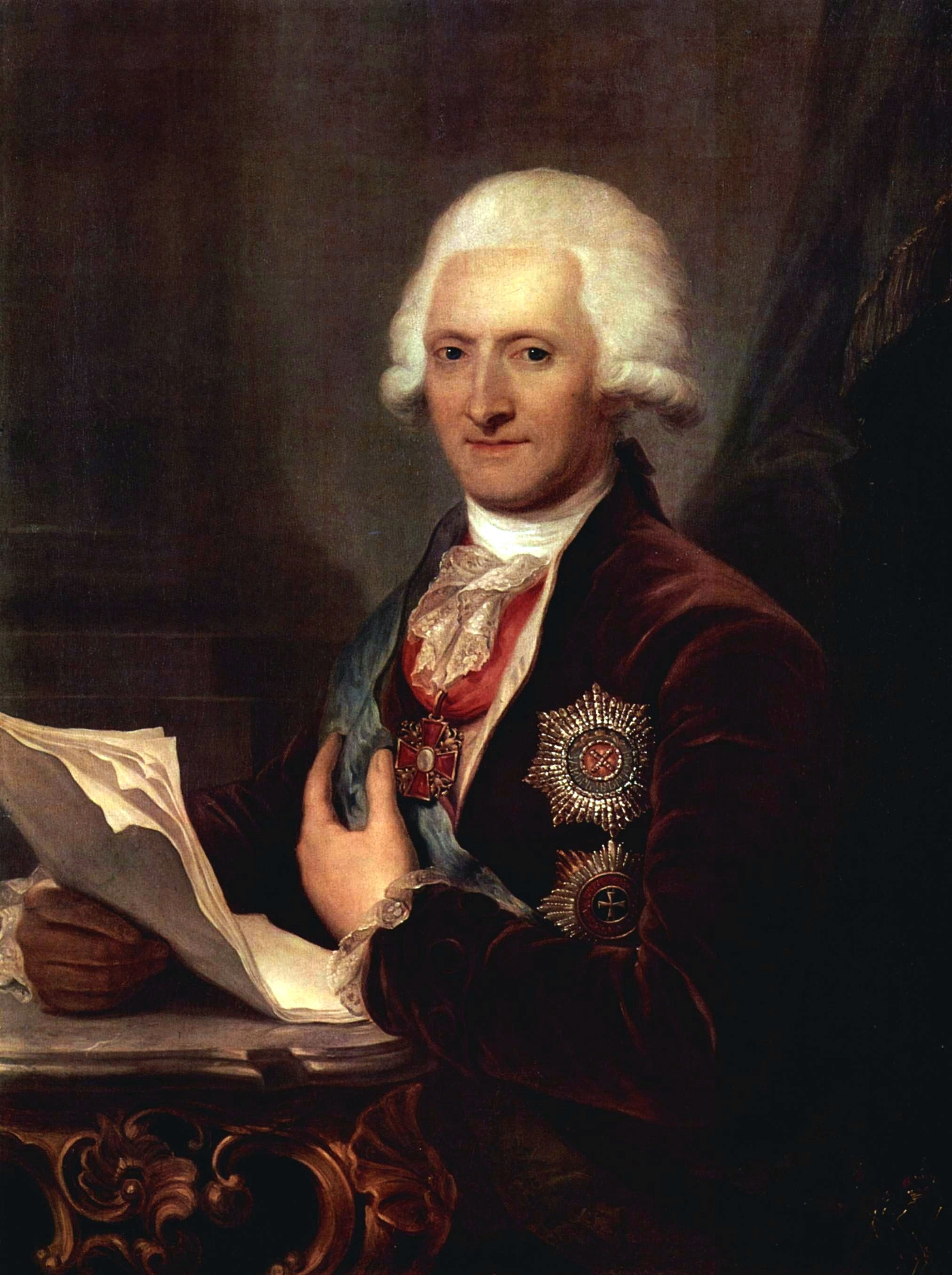
Jacob Sievers, statista russo della famiglia Siviers.
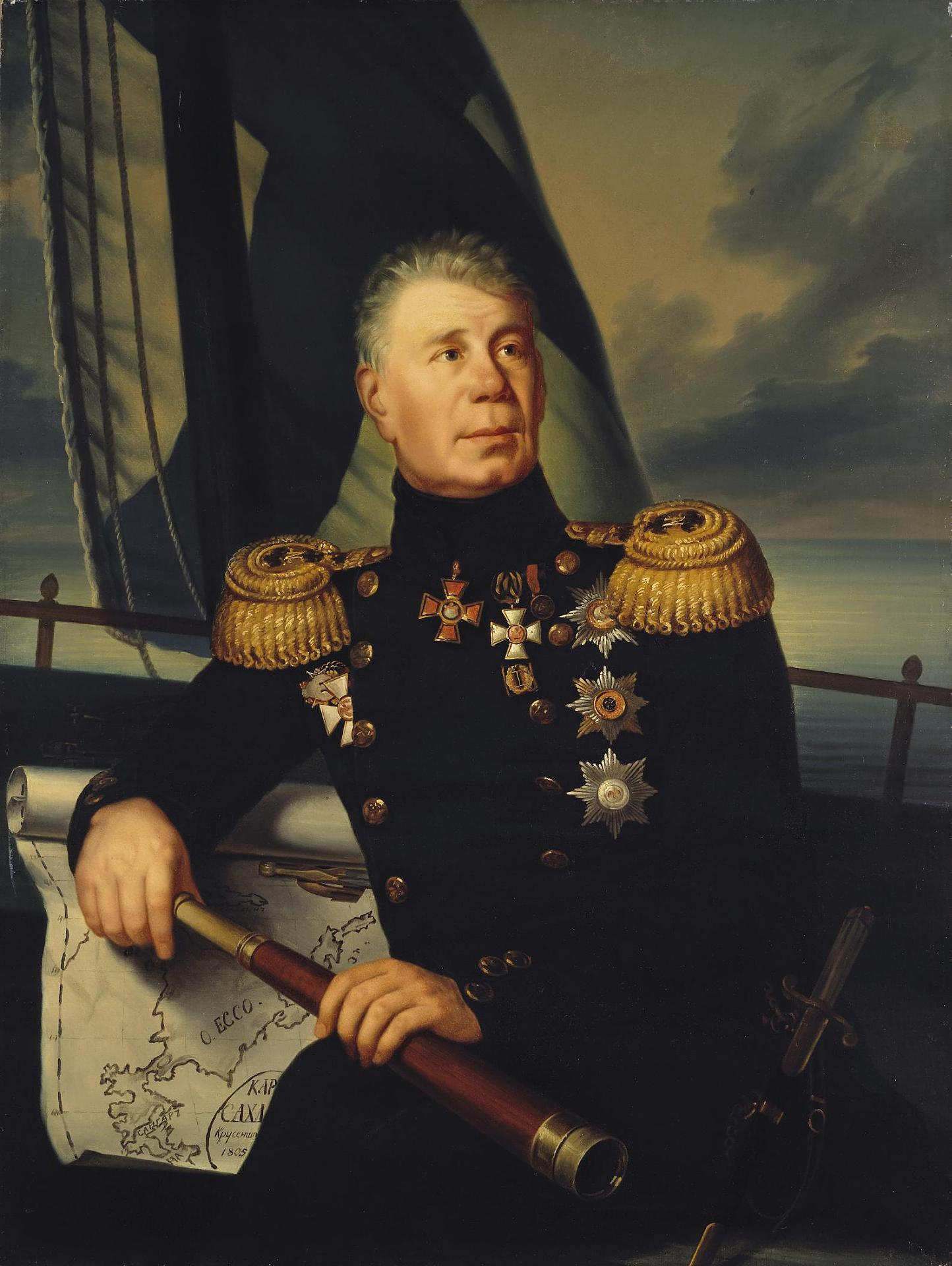
Adam Johann von Krusenstern, ammiraglio ed esploratore
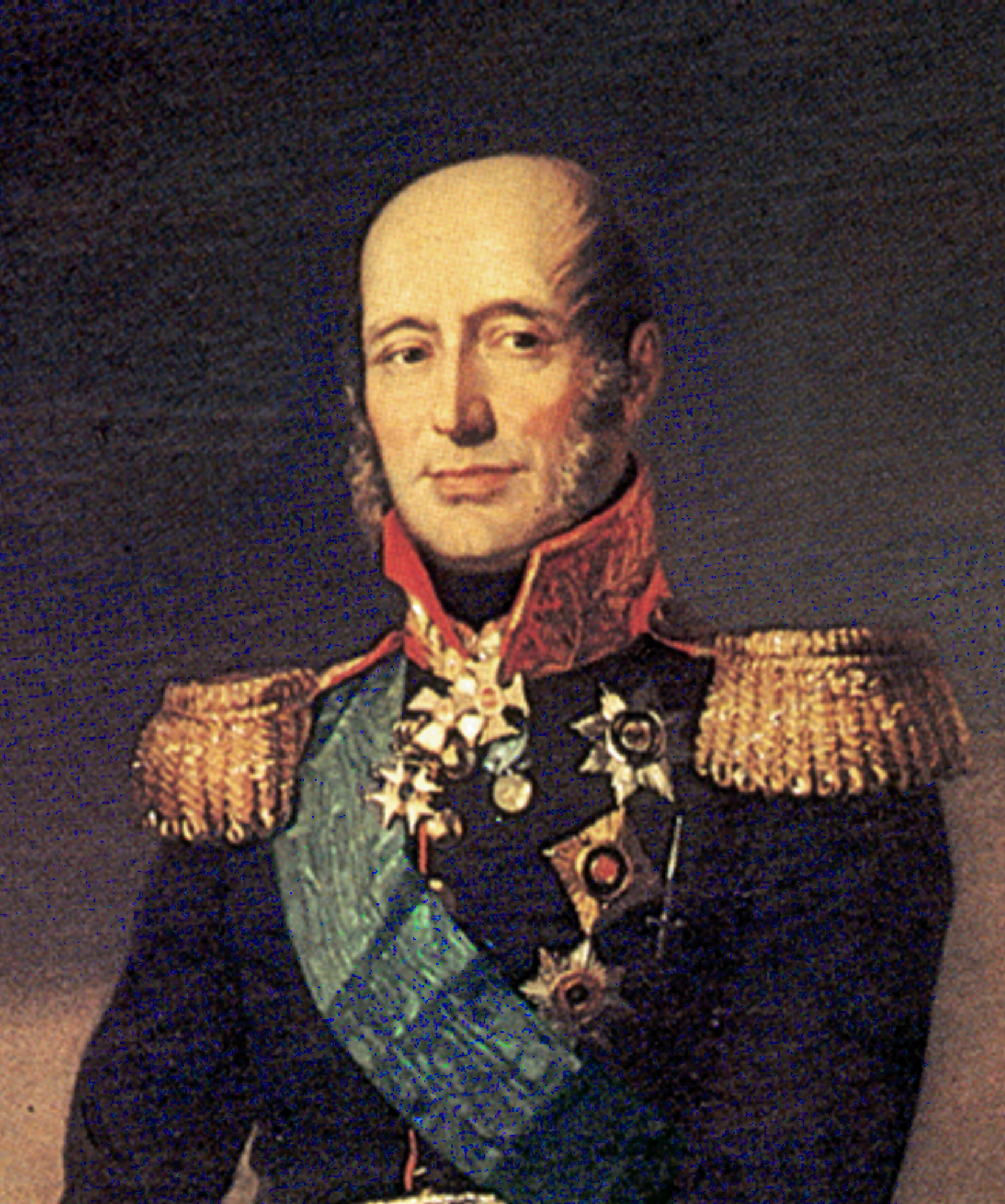
Michael Andreas Barclay de Tolly, feldmaresciallo russo e ministro della guerra
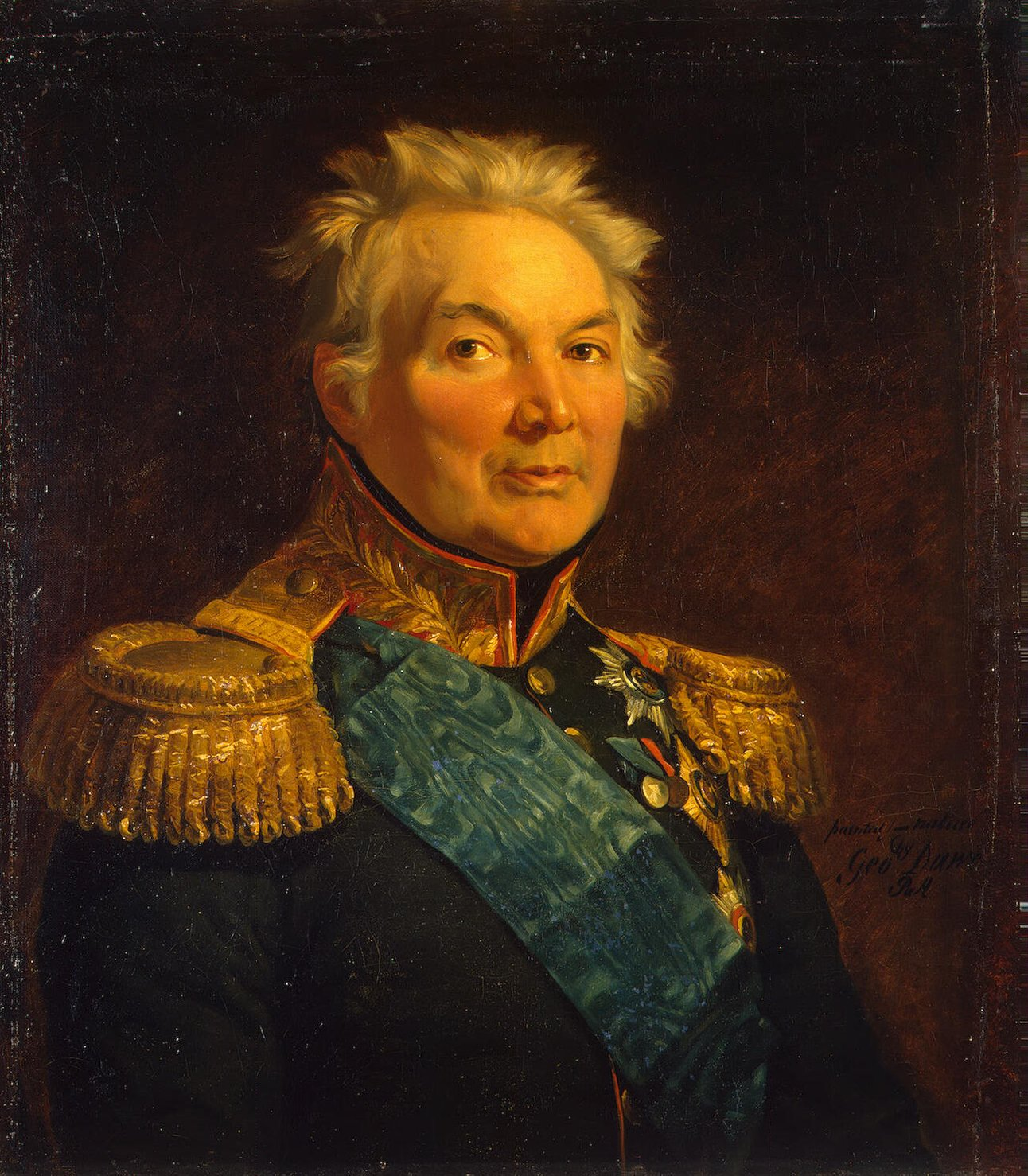
Fabian Gottlieb von Osten-Sacken, feldmaresciallo
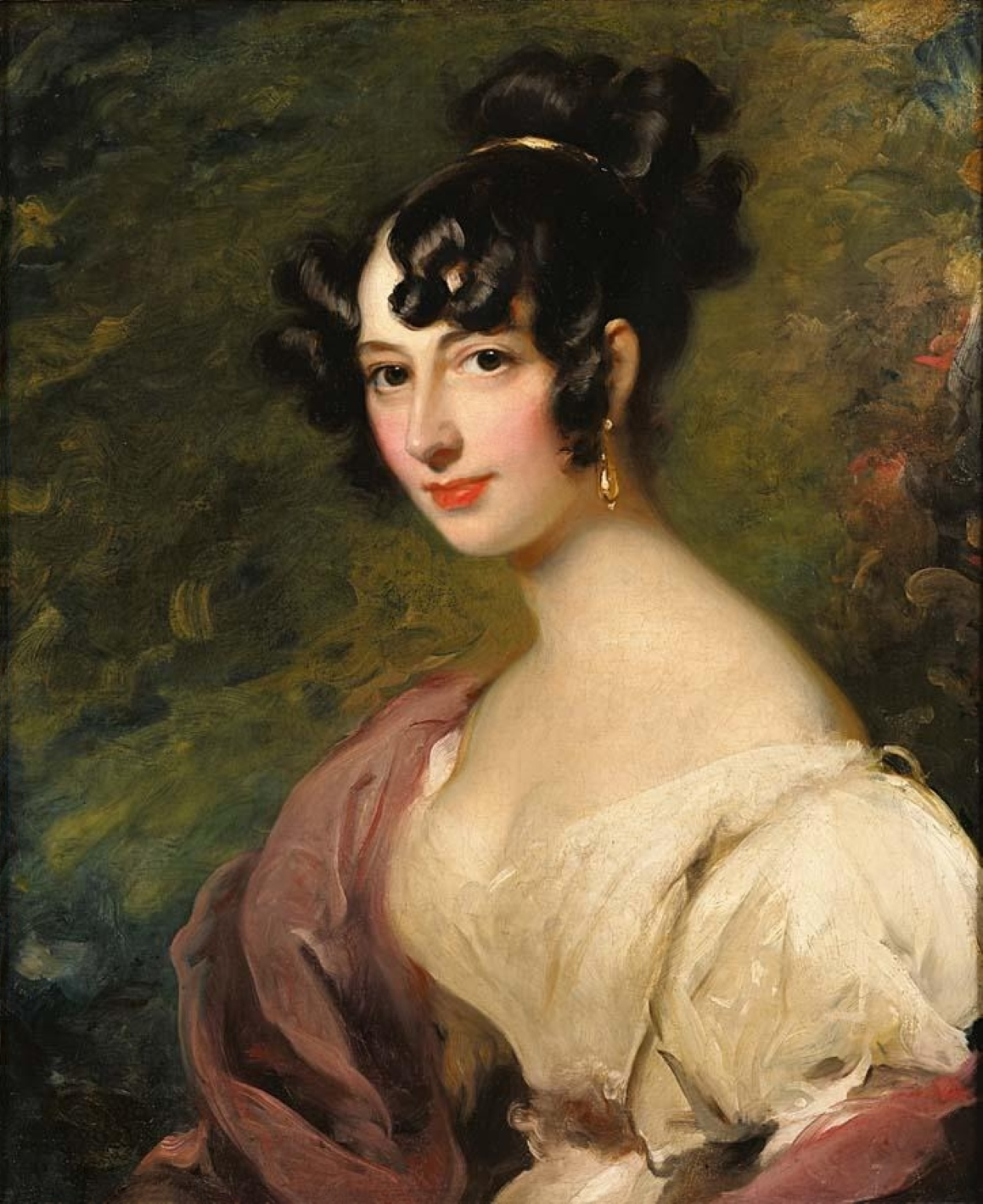
Dorothea Lieven, dama di compagnia della zarina russa
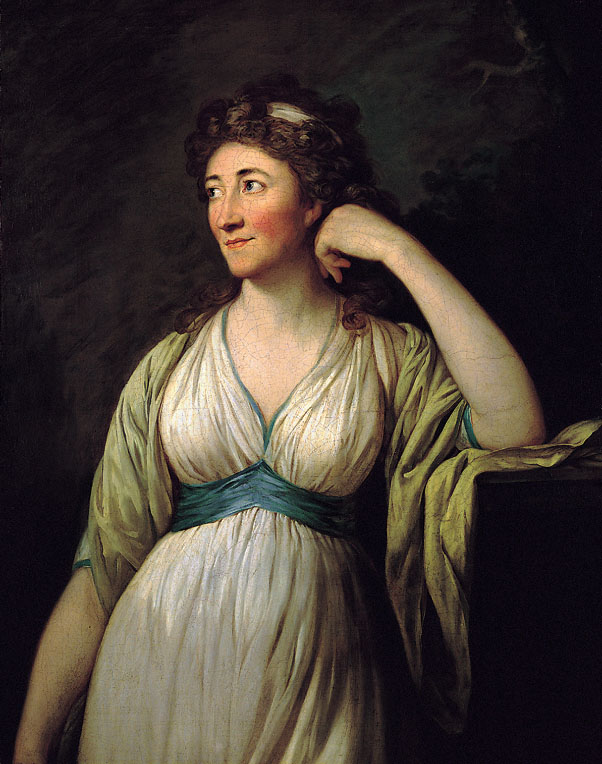
Elisa von der Recke, scrittrice e poetessa
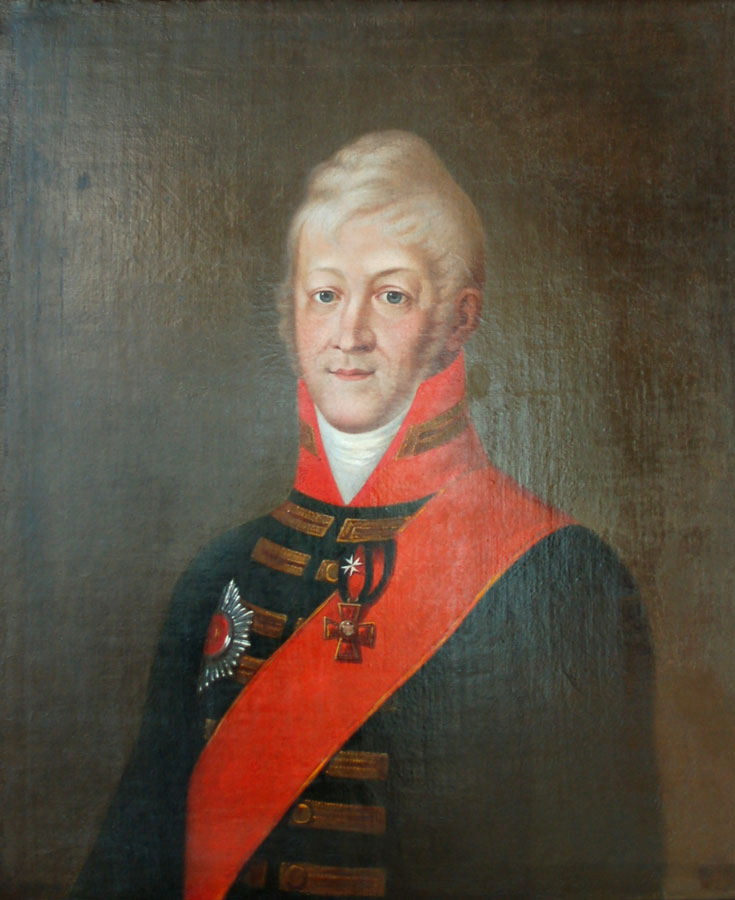
Balthasar Balthasarovich Campenhausen, consigliere privato e ciambellano
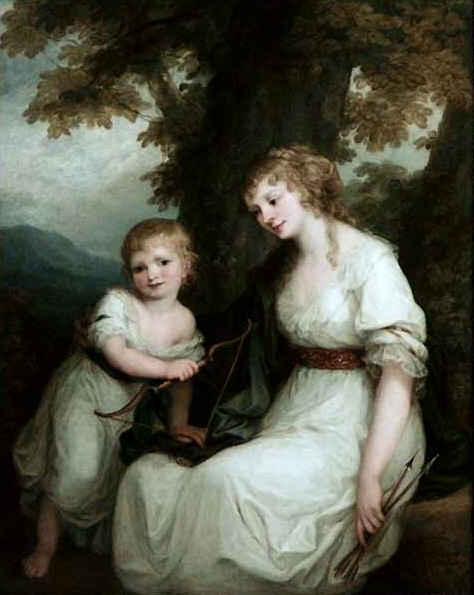
Barbara von Krüdener, mistica religiosa e autrice.
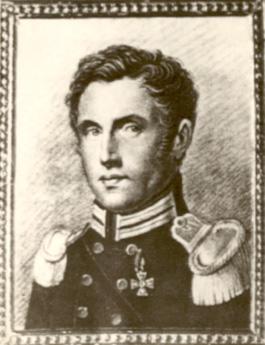
Otto von Kotzebue, navigatore
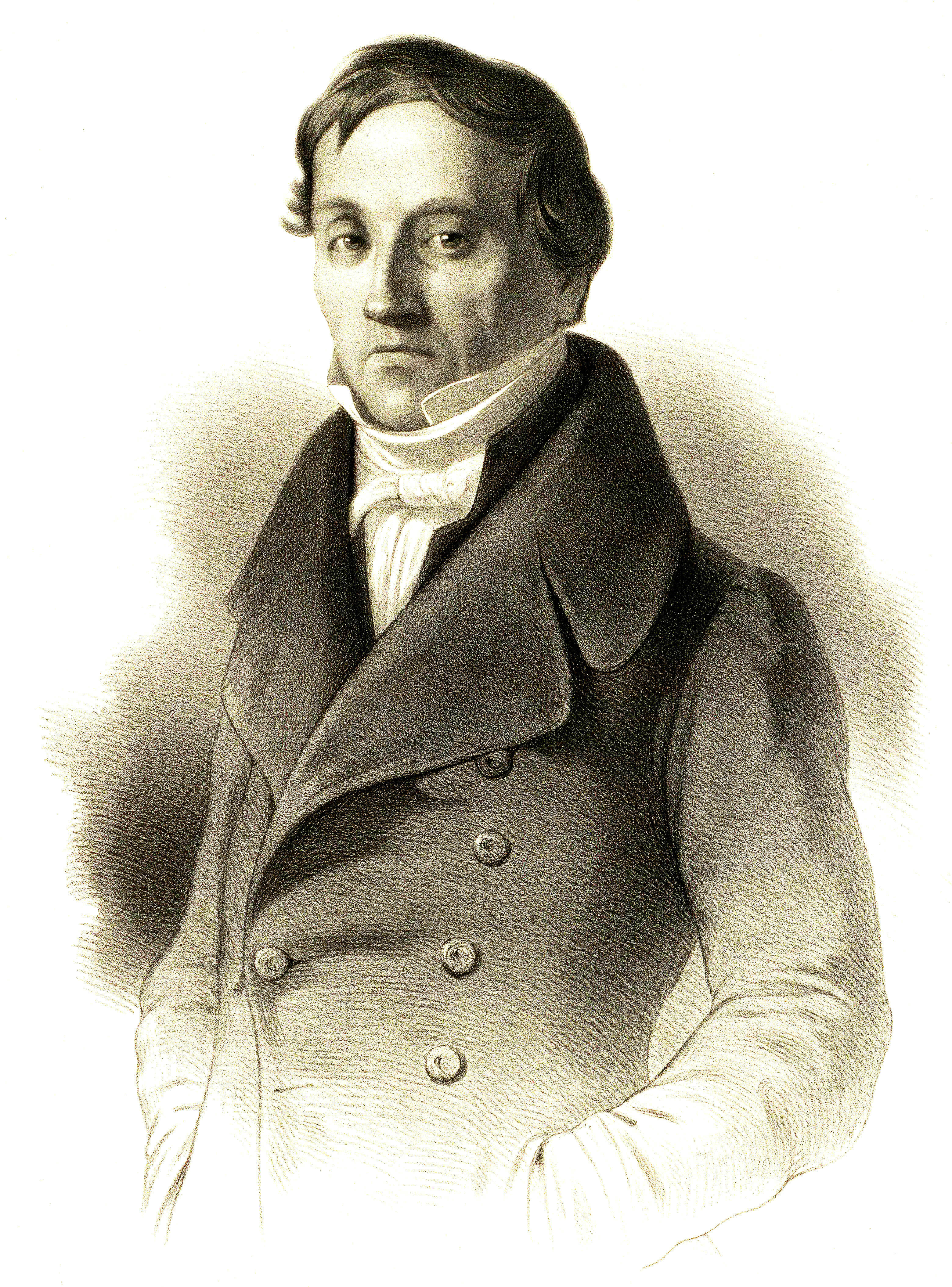
Karl Ernst von Baer, naturalista, biologo, geologo, geografo, meteorologo, e padre fondatore dell'embriologia
Otto Wilhelm von Struve, astronomo
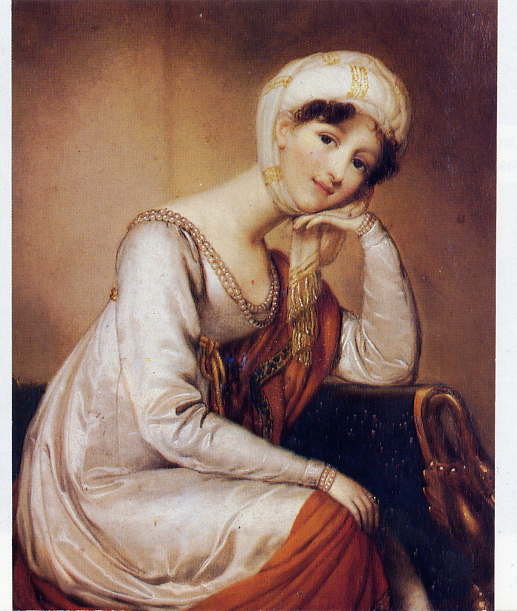
Dorothea von Medem, duchessa di Curlandia
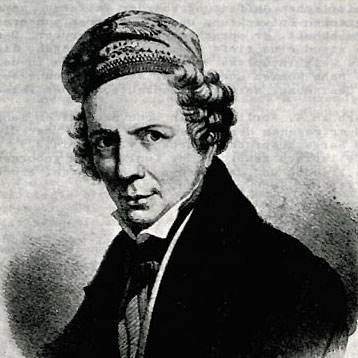
Otto Magnus von Stackelberg (archeologo)
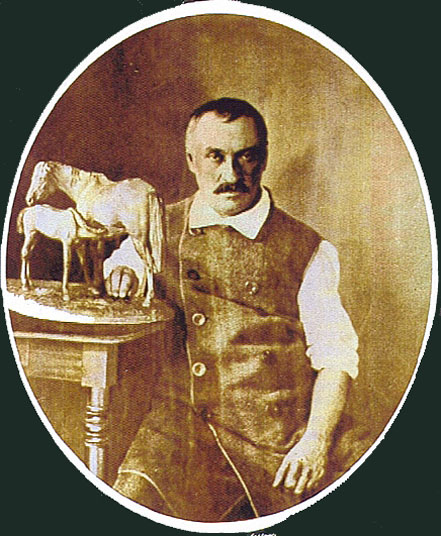
Peter Clodt von Jürgensburg, scultore
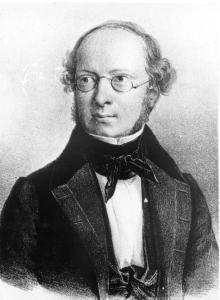
Alexander Bunge, botanico
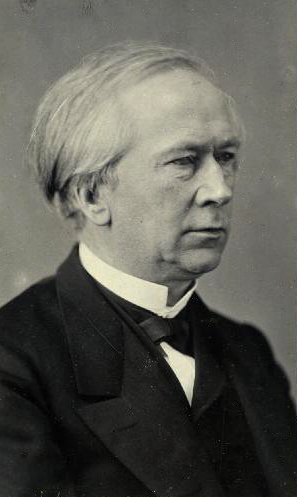
Alexander Keyserling, geologo e paleontologo
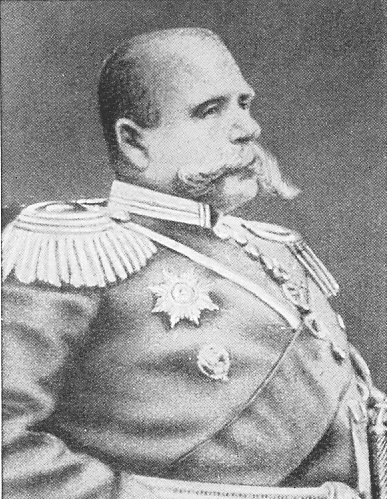
Paul von Rennenkampf, generale
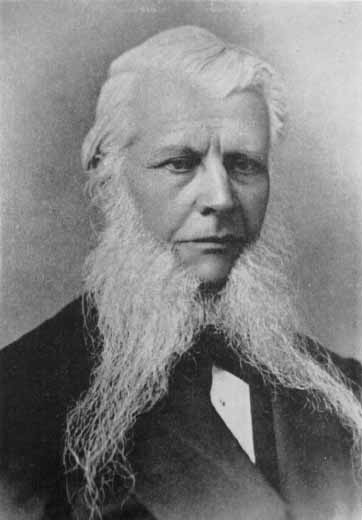
Friedrich Bidder, medico e anatomista
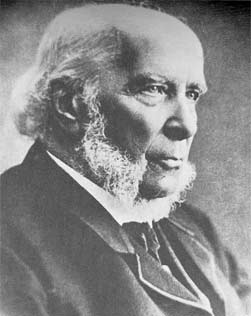
Alexander von Oettingen, teologo luterano e statistico
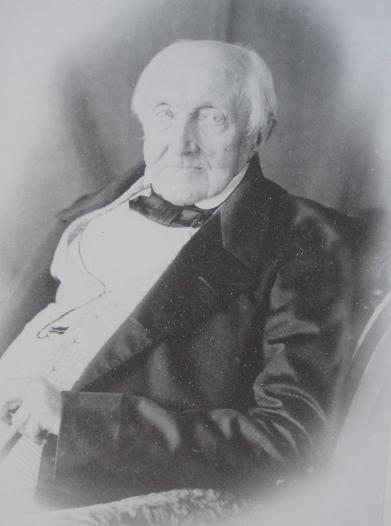
Conte Paul von Tiesenhausen
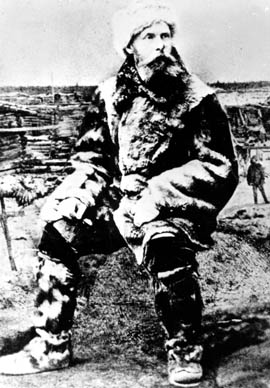
Eduard Toll, geologo ed esploratore artico
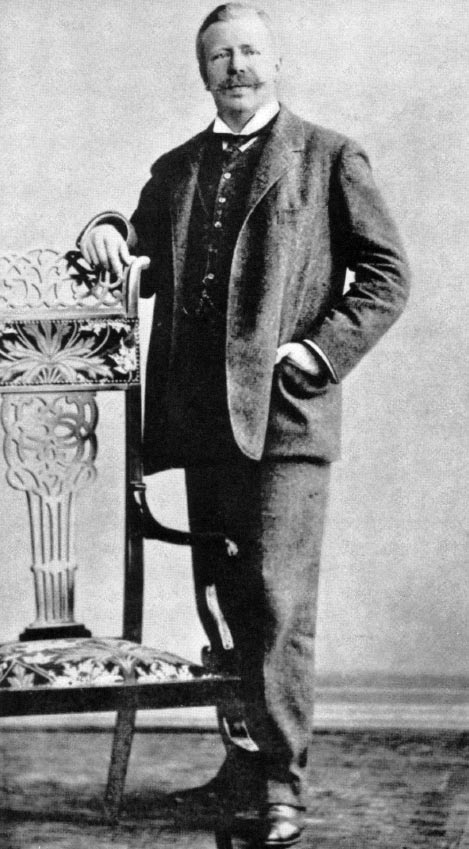
Jakob von Uexküll, biologo, etologo, cibernetista e semioticista
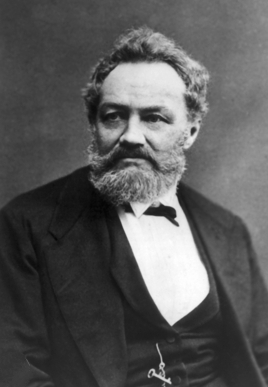
Alexander von Middendorff, zoologo ed esploratore
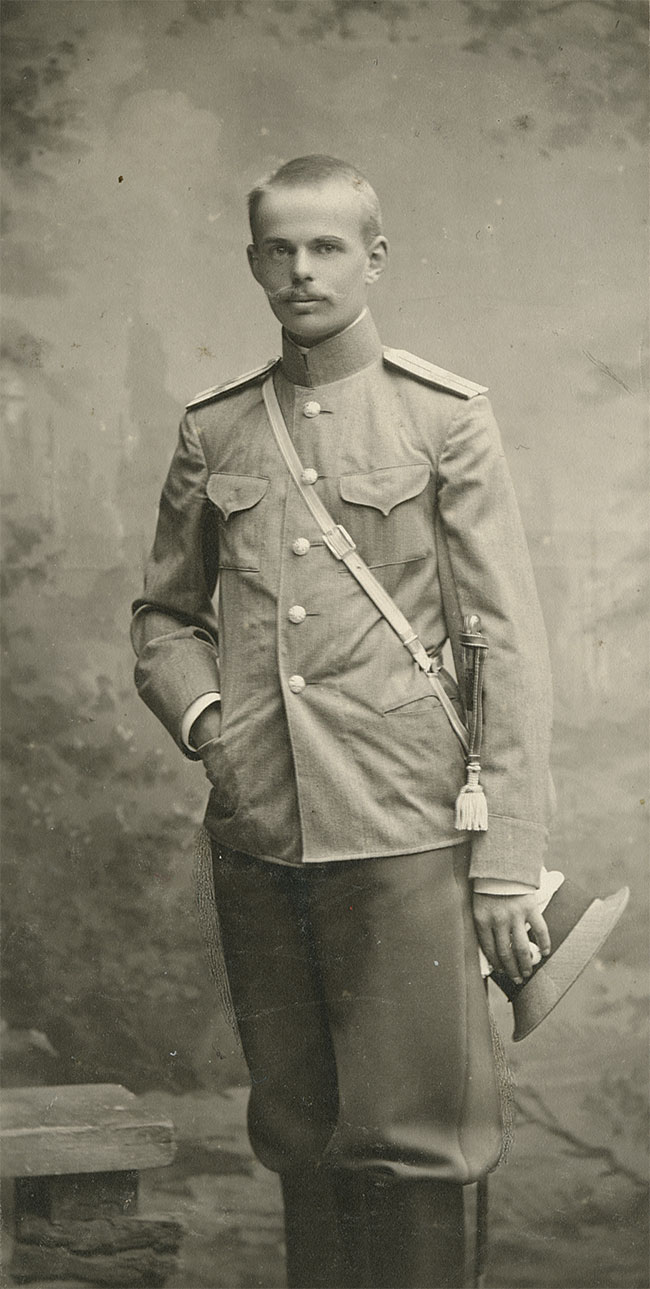
Roman von Ungern-Sternberg, generale anti-bolscevico
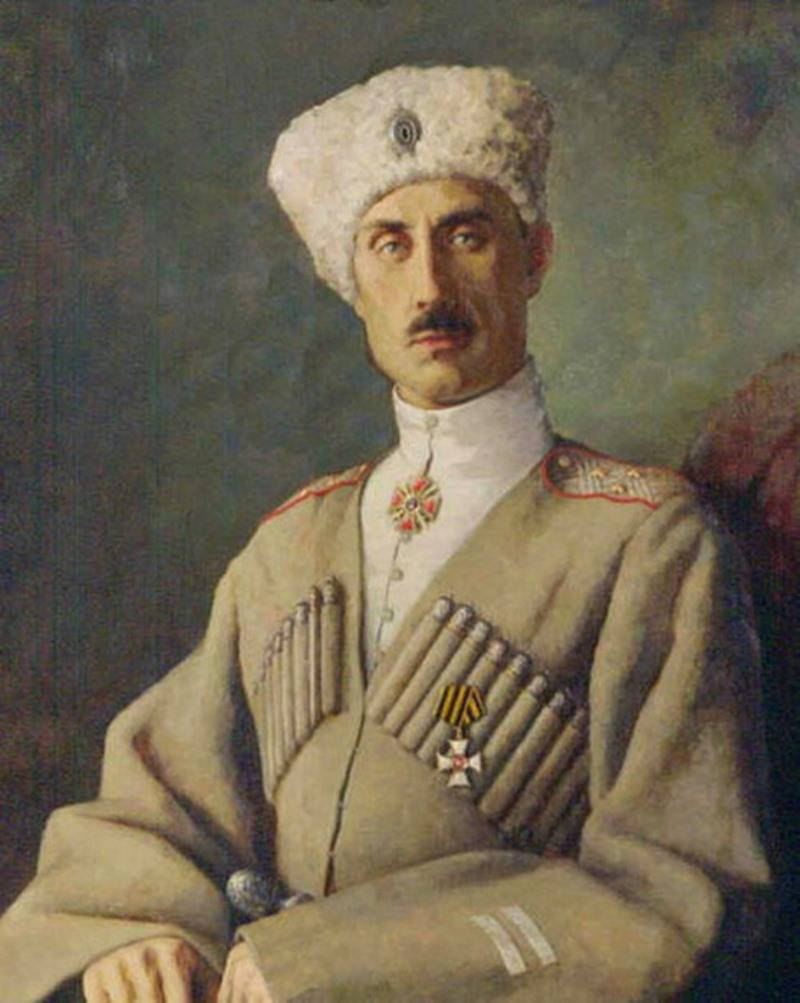
Pyotr Wrangel, ufficiale dell'esercito russo e poi comandante generale anti-bolscevico nella Russia meridionale
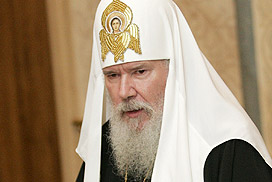
Alessio II di Mosca, patriarca di Mosca e di tutte le Russie, primate della chiesa ortodossa russa.